# Jaime Serra Borja
Jaime (o Jaume) Serra Borja (Alcira o Játiva, 1427...1430 - Roma, 15 de marzo de 1517), cardenal español.

## Biografía
Desde muy temprano Serra se estableció en la corte papal, como notario, protonotario apostólico, tesorero apostólico, y además, canónigo de Valencia. En 1492 fue nombrado arzobispo de Oristano. Abad comendatario del monasterio de San Bernardo en Valencia, vicario del papa en Roma y abad de S. Benedetto di Gualdo en la diócesis de Nocera.
Fue creado cardenal in pectore por el papa Alejandro VI en el consistorio del 28 de septiembre de 1500. Fue legado en Perugia, en las Marcas y en Umbria. En 1501 fue nombrado administrador de Linköping (Suecia), en 1506 de Elna y abad in commendam de Santa María de Ripoll, en 1512 administrador de Burgos y en 1514 de Calahorra. Como purpurado, fue cardenal presbítero de San Vital y de San Clemente y cardenal obispo de Albano y de Palestrina. Participó en el primer cónclave de 1503 (elección de Pío III), en el segundo de ese mismo año (elección de Julio II) y en el de 1513 (elección de León X).
Participó en el V Concilio de Letrán y murió durante la última sesión de 1517.  Fue sepultado en la iglesia de Santiago de los españoles de esta misma ciudad. 